# Bissection du triangle
En géométrie, le problème de la bissection du triangle consiste à construire une droite traversant un triangle en divisant en deux parts égales son aire ou son périmètre.

## Bissection du périmètre

### Cleaver

Construction du centre de Spieker par bissection.
Triangle △ABC
Bissectrices de △ABC (point de concours au centre du cercle inscrit I)
Bissectrices du périmètre de △ABC (point de concours au centre de Spieker S)
Triangle médian △DEF de △ABC
Cercle inscrit de △DEF (cercle de Spieker de △ABC, de centre S)

Dans un triangle plan, il existe trois segments de droite qui bissecte le périmètre du triangle en deux parts égales et dont une des extrémités est au milieu d'un des côtés.

#### Construction
Chaque cleaver passant par le milieu d'un côté donné est parallèle à la bissectrice du sommet opposé à ce côté,.
Le théorème de la corde brisée d'Archimède donne une autre construction des cleavers :
Théorème de la corde brisée — 
Soit ABC un triangle. On définit M le milieu de l'arc du cercle circonscrit à ABC, {\displaystyle {\overset {~~_{_{\displaystyle \frown }}}{AB}}} contenant C, et on note D l'intersection de la droite passant par M et perpendiculaire au plus grand des deux côtés entre AC et BC. Alors D est au milieu du segment brisé AB,.

#### Propriétés
Les trois cleavers se croisent au centre du cercle de Spieker du triangle,.

### Splitter

Triangle △ABC
Cercles exinscrits, tangents aux côtés de △ABC en TA, TB, TC
Triangle cotangent △TATBTC
Splitters du périmètre A̅T̅A, B̅T̅B, C̅T̅C; se croisent au point de Nagel N

Un splitter est un segment de droite passant par un des sommets du triangle (segment de cévienne) et séparant le périmètre en deux parts égales.

#### Propriétés
L'autre extrémité du segment splitter se trouve sur le côté du triangle où un des cercles exinscrits du triangle est tangent à ce côté,. Ce point est aussi appelé un point séparateur du triangle. Elle est aussi un sommet du triangle de Nagel et un des points où l'ellipse inscrite de Mandart est tangente au côté du triangle.
Les trois splitters se croisent au point de Nagel du triangle, qu'on appelle aussi centre de séparation.

#### Généralisation
Certains auteurs utilisent aussi le terme splitter pour tout segment qui sépare le périmètre du triangle, dont les cleavers et les equalizers.

### Equalizers
Un equalizer est un segment de droite séparant simultanément le périmètre et l'aire en deux parts égales,.
G. Berzsenyi a établi que tout triangle admet au moins un equalizer et suppose qu'il en a au plus trois (ce qui a été démontré par la suite), et que tous passent par le centre du cercle inscrit du triangle. Des construtions géométriques existent également,.

## Généralisation
Dans un cas plus général que celui du triangle, les bissections du polygone plan, en aire ou en périmètre, ou du polyèdre, en volume, sont également étudiées,,.